# 신부 이야기
《신부 이야기》(乙嫁語り)는 모리 카오루의 만화로서 19세기 중앙아시아를 배경으로 아미르를 비롯한 중앙아시아의 신부들의 이야기를 다루는 작품이다.
일본 만화대상에서 2011년, 2013년 2위 2014년에 1위를 차지하였다.

## 줄거리
배경은 19세기의 중앙아시아로서, 에이혼 가문의 집에 묵고 있는 영국의 탐험가 헨리 스미스를 화자로 에이혼 가문에 시집온 여성 아미르의 이야기를 보여주고 있으며, 시간이 지나며 헨리 스미스가 다른 곳으로 떠나는 과정에서 다른 신부들인 탈라스, 라일라, 레일리, 아니스, 파리야 등의 이야기도 같이 전개되고 있다.

## 작중 배경
공간적 배경이 되는 주요 지역은 중앙아시아 일대의 트란스옥시아나이며, 스토리가 전개되면서 앙카라와 페르시아 일대를 배경으로 한 이야기 또한 나온다.
시대적 배경은 19세기 말의 그레이트 게임이 벌어지고 있는 시기이며, 이로 인해 러시아의 팽창과 관련된 언급이 어느정도 등장하기도 한다.

## 작품특징
스토리 전개는 옴니버스 식 전개에 군상극 형태를 띠고 있다.
작화 상으로는 중앙아시아 전통의상 특유의 패턴을 모두 세세하게 그려놓는다.

## 등장인물

### 아미르 측 인물

#### 에이혼 가문
- 아미르

본작의 여주인공. 작품에서 등장하는 신부 중 한명. 20세
- 카르르크

본작의 남주인공. 아미르의 남편이자 연인으로 12살이며 아미르보다 어리다.
- 파리야

작품에서 등장하는 신부 중 한명. 아미르의 친구. 우마르와 약혼이다.
- 우마르

파리야의 예비 신랑.

#### 하르갈 가문
아미르의 친정가문. 유목민족 출신이다.
- 베르쿠 와트

하르갈 가문의 당주로서, 아미르의 아버지.
- 아제르 하르갈

아미르의 오빠이자 하르갈 가문의 차기 당주.
- 조르크 하르갈
- 바이마트

### 탈라스 측 인물
- 탈라스

작품에서 등장하는 신부 중 한명. 원래는 과부였으나, 형사취수 관습에 따라서 남편의 동생과 결혼한다. 허나 새로운 남편또한 사망하며 그 후로도 남편의 동생들과 결혼하였으나 그들 또한 계속해서 죽는 비운을 맞은 인물이다. 허나 스미스와 맺어진다.
- 현 탈라스의 남편

탈라스에게는 6번째 남편으로, 그 또한 아내와 사별한 탈라스와 비슷한 비운을 겪은 적이 있다. 허나 탈라스가 스미스에게 마음이 있다는걸 알고는 그녀를 도와주는 너그러운 면모를 보인다.

### 라일라, 레일리 측 인물
- 라일라, 레일리

작품에서 등장하는 신부로 쌍둥이 자매이다.
- 사만

쌍둥이 자매의 소꿉친구이자 라일라의 예비 신랑.
- 파르사미

쌍둥이 자매의 소꿉친구이자 레일리의 예비 신랑. 사만의 동생.

### 아니스 측 인물
- 아니스

작품에서 등장하는 신부 중 한명. 페르시아에 있는 유력가의 아내.
- 하산

아니스의 아들
- 시린

염색가게의 여자로 아니스가 호감을 품고 있다.
- 마흐

아니스의 하녀.

### 파리야 측 인물
- 파리야
- 우마르
- 토고노슈

파리야의 아버지

### 헨리 스미스 측 인물
- 헨리 스미스

영국 출신의 탐험가로, 중앙아시아 일대를 돌아다니며, 이야기를 전달해주는 작품의 화자 역할.
- 알리

헨리 스미스와 동행하는 인물로, 헨리 스미스의 안내인 역할이다.
- 호킨스

헨리 스미스의 친구이자 조력자.

## 서적 정보
1. 1권: 2009년 10월 15일 발매, ISBN 978-4-04-726076-4
2. 2권: 2010년 6월 15일 발매, ISBN 978-4-04-726586-8
3. 3권: 2011년 6월 15일 발매, ISBN 978-4-04-727328-3
4. 4권: 2012년 5월 14일 발매, ISBN 978-4-04-728083-0
5. 5권: 2013년 1월 15일 발매, ISBN 978-4-04-728631-3
6. 6권: 2014년 1월 14일 발매, ISBN 978-4-04-729396-0
7. 7권: 2015년 2월 14일 발매, ISBN 978-4-04-730243-3
8. 8권: 2015년 12월 14일 발매, ISBN 978-4-04-730782-7
9. 9권: 2016년 11월 15일 발매, ISBN 978-4-04-734378-8
10. 10권: 2018년 2월 15일 발매, ISBN 978-4-04-734829-5
11. 11권: 2018년 12월 15일 발매, ISBN 978-4-04-735343-5